# Узорова, Ольга Васильевна
Ольга Васильевна Узорова (род. 23 октября 1970 года, Москва) — российский учитель-практик, методист, автор федеральных учебников и множества обучающих пособий для дошкольников и школьников младших классов.

## Биография
Родилась 23 октября 1970 года в Москве. Окончила Московский педагогический государственный университет имени В. И. Ленина. В 1992 году начала работать как учитель начальных классов в гимназии № 1522 (ранее — школа № 56 с углублённым изучением ряда предметов на английском языке). Параллельно вела курсы по подготовке к школе будущих первоклассников
Замужем. Есть сын.

## Преподавание
В первый же год работы в гимназии стала анализировать ошибки учеников, собирая и систематизируя материалы, которые впоследствии легли в основу её первой книги «350 заданий и упражнений по русскому языку. 1-3 класс», опубликованной в 1996 году.
Сама Узорова так вспоминает о начале своей преподавательской деятельности в школе:

«Первые месяцы в школе помню, как в тумане. Я очень старалась. Дидактических книг в 90-е даже в „Педкниге“ в Москве было очень мало, а спрашивать у коллег я стеснялась. Все решили, раз я не спрашиваю, то у меня все есть. А у меня, кроме учебников за первый класс и какой-то старой методички по труду за третий класс, которую я обнаружила в учительском столе моего класса, не было ничего».— 
Через год в той же школе она познакомилась с Еленой Алексеевной Нефедовой, которая стала соавтором пособий Узоровой. Первой совместной книгой педагогов стало «Справочное пособие по русскому языку. 1 класс».
Ольга Узорова проработала преподавателем до 2002 года, совмещая педагогическую деятельность с написанием книг и пособий для начальной школы и дошкольной подготовки, после чего полностью сосредоточилась на разработке образовательно-развивающих методик и создании обучающих материалов для детей 5-10 лет.

## Писательская деятельность
Узорова — автор около 6000 учебников, обучающих пособий, сборников тестов, рабочих тетрадей, прописей и других учебных материалов для начальной школы и дошкольного образования, выпущенных общим тиражом более 54-х миллионов экземпляров в издательствах АСТ, Clever и «ВАКО».
Методики обучения, разработанные Ольгой Узоровой, применяются в образовательных учреждениях России и зарубежья. Они также подходят для самообразования и домашнего обучения детей. Среди её пособий множество тренажёров для закрепления базовых навыков счёта, грамматики и орфографии, правильной постановки руки при написании.
В 2016 году резонанс вызвал «Иллюстрированный Уголовный кодекс для подростков» авторства Ольги Узоровой, выпущенный издательством «Рипол-классик». Представители общественной организации «Русский академический фонд» посчитали, что книга «изобилует провокационными примерами описания преступлений». При этом большинство психологов не увидели в издании «пропаганды», но отметили, что примеры преступлений могли бы быть «менее красочными».
Юридическим консультантом авторов издания стала кандидат юридических наук, доцент кафедры уголовного права Московского государственного юридического университета имени Кутафина (МГЮА) Александрина Рубцова. Издание также одобрили несколько кандидатов юридических наук того же вуза, а также начальник Главного следственного управления МВД России по Москве Наталья Агафьева. Более поздние издания книги выходили с пометкой «18+»..[значимость факта?]
Узорова участник российских и международных конференций, автор лекций и семинаров.

## Рекорд России
В последние[какие?] годы книги Ольги Узоровой стали выходить в издательстве АСТ. 27 января 2020 года она вошла в «Книгу рекордов России» как автор с наибольшим общим тиражом учебников и учебных пособий для дошкольного и школьного образования за 20 лет в России с результатом 54 593 930 экземпляров.
Самыми продаваемыми сериями Узоровой стали:
- «3000 примеров для начальной школы»[23] — тираж 8 005 000 экземпляров
- «Академия начального образования»[24] — тираж 2 916 000 экземпляров
- «Быстрое обучение: методика Ольги Узоровой»[25] — тираж 1 925 000 экземпляров